# Lucayens
Les Lucayens sont les premiers habitants des îles Lucayes, archipel aujourd'hui  divisé en deux entités politiques : les Bahamas et les Îles Turks-et-Caïcos. Ils habitaient  les îles bien avant l’arrivée des Européens. Ils constituaient une branche des Taïnos qui occupaient à l’époque la plus grande partie des Antilles. Les Lucayens ont été les premiers habitants des Amériques rencontrés par Christophe Colomb. Les Espagnols ont commencé à venir capturer les Lucayens pour les utiliser comme esclaves seulement quelques années après l’arrivée de Colomb, si bien qu’ils avaient quasiment disparu des Bahamas en 1520.
Le nom « Lucayen » vient de l’espagnol Lucayos, dérivé lui-même du taíno Lukku-Cairi (appellation par laquelle ces populations se désignaient elles-mêmes) et signifie « gens des îles ». Le mot taïno désignant une île, cairi est devenu cayo en espagnol, cay ou key en anglais, et caye en français.
Il semblerait que des crânes et des objets artisanaux dans le style de fabrication des peuples ciboney aient été trouvés sur l’île d’Andros mais, si effectivement des Ciboney ont occupé les Bahamas avant les Lucayens, ils n’ont laissé aucune trace de leur passage. Certains sites archéologiques qui pourraient appartenir à des peuples Ciboney ont été découverts dans d’autres régions des Bahamas, mais le seul à avoir été soumis à la datation par le carbone 14 date du milieu ou de la fin XIIe siècle, contemporains donc de l’occupation des îles par les Lucayens.
Le journal de bord de Christophe Colomb est la seule source d’information basée sur une observation directe des Lucayens. D’autres informations sur les coutumes des Lucayens ont été obtenues grâce à des fouilles archéologiques et à des comparaisons avec ce que l’on sait de la culture Taïno à Cuba et Hispaniola. Les Lucayens se distinguaient des Taïnos de Cuba et d’Hispaniola par la taille de leurs maisons, l’organisation et l’emplacement de leurs villages, les ressources naturelles qu’ils utilisaient, et les matériaux employés pour leurs poteries.

## Origine et implantation

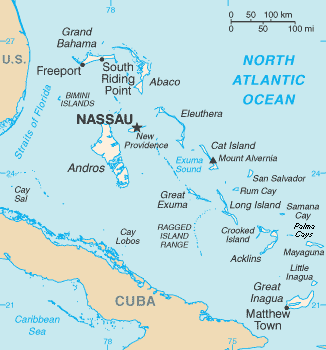
Carte des Bahamas (sans les Îles Turks-et-Caïcos situées à l’est de Great Iguana, à l’extérieur du cadre de la carte, en bas à droite).

Quelque part entre les années 500 et 800, les Taïnos ont commencé à effectuer la traversée en pirogues monoxyles (creusées dans un seul tronc d’arbre), depuis Hispaniola et / ou Cuba jusqu’aux Bahamas. On suppose que les plus anciennes migrations sont venues d’Hispaniola (de nos jours Haïti-République Dominicaine) vers les îles Caïcos, d’Hispaniola ou de l’est de Cuba vers l’île de Grande Inagua (Great Inagua) et du centre de Cuba vers l’île Longue (Long Island) au centre des Bahamas. Les sites de peuplement des îles Caïcos diffèrent de ceux que l’on trouve dans le reste des Bahamas, mais ressemblent par contre à ceux d’Hispaniola, liés à l’organisation sociale classique Taïno regroupant plusieurs villages ou communautés sous l’autorité d’un chef suprême (chefferie) apparue après 1200. William Keegan avance l’hypothèse que les sites des îles Caïcos représentent donc une implantation postérieure à 1200, par des Taïnos venus d’Hispaniola à la recherche du sel des marais salants de l’île. Great Inagua est plus proche à la fois d’Hispaniola (90 km) et de Cuba (80 km) que toutes les autres îles des Bahamas, et les sites  de Great Inagua contiennent de grandes quantités de poteries en sable trempé (porté à haute température et rapidement refroidi), importées de Cuba et / ou d’Hispaniola, alors que les sites des autres îles des Bahamas contiennent plutôt des poteries à base de coquillages (Palmetto Ware), fabriquées sur place selon la même technique. Même si Colomb mentionne l’existence d’un commerce, par pirogue, entre Cuba et Long Island, celui-ci supposait une traversée d’au moins 260 km en pleine mer, quand bien même la plus grande partie du trajet se faisait dans les eaux très peu profondes du Grand Banc des Bahamas. De plus, les Taïnos n’ont probablement pas atteint le centre de Cuba avant le début des années 1000, et il n’existe aucune preuve attestant qu’il s’agisse là du premier itinéraire de la migration d’origine vers les Bahamas.
À partir d’une première colonisation de l’île de Great Inagua, les Lucayens ont essaimé dans toutes les îles des Bahamas en l’espace d’environ 800 ans, entre les années 700 et 1500, où leur population avait atteint le nombre d’environ 40 000. Leur densité de population à l’arrivée des Européens était plus importante vers le sud de la région centrale des Bahamas, et allait en diminuant vers le nord, montrant une durée d’implantation de plus en plus courte au fur et à mesure qu’on va vers les îles septentrionales. Les lieux de peuplement Lucayen reconnus se limitent aux dix-neuf plus grandes îles de l’archipel, ou à des cayes plus petites situées à moins d’un kilomètre de celles-ci. Keegan avance l’hypothèse d’un itinéraire migratoire vers le nord à partir de Great Inagua vers les îles Acklins et Croocked, et de là jusqu’à Long Island. À partir de Long Island, l’expansion se serait étendue à la Caye du Rhum (Rum Cay) et à San Salvador à l’est, à l’île du Chat (Cat Island) au nord, et aux îles de la Grande et la Petite Exuma (Great and Little Exuma) à l’ouest. Depuis Cat Island, l’expansion s’est poursuivie sur Eleuthera, à partir de laquelle ont été atteintes l’île de la Nouvelle Providence (New Providence) et Andros vers l’ouest, ainsi que les îles de Grand et Petit Abaco et de la Grande Bahama vers le nord. Des emplacements de villages lucayens ont également été mis au jour sur Mayaguana, à l’est des îles Acklins, et sur la caye de Samana, au nord des Acklins. Il existe également des implantations de villages dans le îles Caïcos de l’est, du centre, et du nord, ainsi qu’à Providenciales (îles Caïcos), dont au moins une partie est attribuée par Keegan à une vague postérieure d’émigration venue d’Hispaniola. La densité de population dans l’extrême sud des Bahamas restait faible, probable conséquence d’un climat plus sec dans ces régions (moins de 800 mm de pluie annuelle sur Great Inagua et les Îles Turks-et-Caïcos, et à peine plus sur les îles Acklins, Crooked et Mayaguana.).
En se basant sur les noms lucayens des îles, Granberry et Vescelius avancent l’hypothèse de deux origines différentes de colonisation : l’une à partir d’Hispaniola vers les Îles Turks-et-Caïcos, puis par les îles Mayaguana, Acklins et Crooked jusqu’à Long Island et les deux Exuma ; l’autre à partir de Cuba, par les îles de Grande Inagua, Petite Inagua et Crooked également jusqu’à Long Island et les Exuma. Granberry et Vescelius affirment également qu’aux environs des années 1200, les Îles Turks-et-Caïcos ont été à nouveau colonisées à partir d’Hispaniola, devenant alors une branche de la culture et de la langue Taïno classique et cessant d’être lucayennes.

## Cultures apparentées
Les Lucayens faisaient partie de la vaste famille des Taïnos des Grandes Antilles. Les Lucayens, de même que les Taïnos de Jamaïque, de la plus grande partie de Cuba et de certaines régions de l’ouest d’Hispaniola sont considérés comme un sous-famille culturelle et langagière des Sub-Taïnos, Taïnos Occidentaux, ou Taïnos Ciboney. Keegan considère toute distinction entre Lucayens et Taïnos Classiques (originaires d’Hispaniola et de l’est de Cuba) comme franchement arbitraire. Les Lucayens vivaient au sein d’unités politiques plus petites (simples chefferies de plusieurs villages), comparées aux structures politiques plus complexes d’Hispaniola, leur langue et leur culture présentaient des différences, mais ils n’en restent pas moins des Taïnos, même s’ils constituent une sorte d’ « hinterland » dans le vaste ensemble Taïno. Les Lucayens faisaient partie du réseau commercial qui opérait dans toute la mer des Caraïbes. Christophe Colomb a observé des activités commerciales par pirogue entre Long Island et Cuba. Un morceau de jadéite trouvé à San Salvador semble provenir du Guatemala, d’après des analyses chimiques d’éléments trace.

## Type morphologique
Christophe Colomb trouvait que les Lucayens ressemblaient aux Guanches des îles Canaries, en partie parce que leur couleur de peau était intermédiaire entre celle des Européens et celle des Africains. Les Lucayens étaient décrits comme beaux, élégants, bien proportionnés, doux, généreux et pacifiques. Ils vivaient en général presque totalement nus. Pierre Martyr d'Anghiera dit que les femmes lucayennes étaient tellement belles que des hommes d’ « autres pays » venaient dans les îles pour les approcher. Après la puberté, les femmes portaient de courtes jupes de coton, et les hommes portaient éventuellement des pagnes faits de feuilles tressées ou de coton. Certaines personnes portaient des bandeaux autour de la tête ou de la taille, des plumes, des os et, à l’occasion, des bijoux aux oreilles et aux narines. Ils étaient souvent tatoués, et se peignaient des motifs sur le corps et / ou le visage. Ils pratiquaient également l’aplatissage du crâne. Ils avaient les cheveux noirs et raides, qu’ils portaient généralement courts, sauf une mèche à l’arrière qui n’était jamais coupée.Colomb raconte avoir vu des cicatrices sur le corps de certains hommes, dont on lui  expliquait qu’elles provenaient de tentatives de capture par des hommes venus d’autres îles.

## Coutumes
La société lucayenne était basée sur la descendance par la lignée maternelle, coutume typique de la culture Taïno dans son ensemble. Les Espagnols mentionnent que les femmes résidaient dans la famille de leur mari, mais Keegan  prétend qu’il ne s’agissait pas stricto sensu de résidence patrilocale, mais plutôt d’habitat dans la maisonnée de l’oncle du mari (résidence avunculocale).

## Habitations
Les Lucayens, comme les autres Taïno, vivaient à plusieurs familles sous le même toit. La description des maisons lucayennes fournie par les Espagnols rejoint celle des maisons utilisées par les Taïnos d’Hispaniola et de Cuba : de forme circulaire comme une tente ronde, hautes, formées de poteaux et de chaume, avec une ouverture au sommet pour laisser sortir la fumée. Colomb décrit des maisons lucayennes propres et bien balayées. Elles étaient meublées de sortes de hamacs en coton tissé, qui servaient de lit ou de mobilier, et  étaient utilisées essentiellement pour dormir. Chaque maison abritait une famille au sens large. Aucune information ne nous est parvenue sur la taille des maisons lucayennes, mais Keegan considère comme raisonnable une estimation d’environ 20 personnes par maison, équivalente à celles des communautés Taïnos de Cuba avant les Européens. Bien que ceci ne soit pas mentionné pour les maisons lucayennes, celles de Cuba étaient décrites comme ayant deux portes. Les villages typiques des populations du Taïno Classique à Hispaniola et dans l’est cubain étaient formés de maisons disposées autour d’une place centrale, et souvent situés le long de rivières avec accès direct à de bonnes terres cultivables. Les villages lucayens, eux, étaient linéaires, le long des côtes, souvent situées sur la face de l’île sous-le-vent, mais aussi de l’autre côté chaque fois qu’une baie prolongée d’un cordon littoral offrait un abri contre le vent.

## Alimentation
Les Lucayens cultivaient des plantes à racines comestibles, chassaient, pêchaient, et pratiquaient la cueillette. La principale culture des Lucayens était le manioc (cassava). Des récits espagnols relatent que les Taïnos cultivaient aussi des patates douces, des tubercules de Taro, des rhizomes d’arrow-root, des topinambours, des ignames, des arachides, des haricots, et divers cucurbitacées. Les Lucayens ont probablement emporté avec eux la plupart ou la totalité de ces cultures en partant vers les Bahamas. Le maïs n’avait été introduit dans les Grandes Antilles que peu de temps avant l’arrivée des Espagnols et ne représentait qu’une faible proportion de l’alimentation des Taïnos, comme probablement des Lucayens. Il est probable que les Lucayens cultivaient la papaye et l’ananas et récoltaient la goyave sauvage, l’abricot-pays, la quénette et le tamarin.
Il existait peu d’animaux terrestres à chasser dans les Bahamas : des hutias (gros rongeurs), des iguanes, des petits lézards, des crabes terrestres et des oiseaux. Les Lucayens avaient des chiens et élevaient des canards de Barbarie, mais seuls les chiens sont mentionnés par les premiers observateurs ou retrouvés sur les sites. Moins de douze pour cent de la viande consommée par les Lucayens était fournie par des animaux terrestres, pour les trois-quarts iguanes et crabes. Plus de 80 % des protéines animales de l’alimentation lucayenne étaient fournis par les poissons, dont la quasi-totalité se nourrissait d’algues et / ou de coraux. Les tortues de mer et les mammifères marins (le phoque moine des Caraïbes et le marsouin) ne représentaient qu’une très faible proportion des protéines animales consommées par les Lucayens. L’équilibre de leur alimentation était assuré par la consommation de mollusques marins.

## Autres cultures
Les Lucayens cultivaient le coton (cotonnier créole à longues fibres) et le tabac, et utilisaient d’autres plantes dont les agaves, les furcraea (sortes de yuccas à feuilles non piquantes) et les hibiscus pour la production de fibres textiles utilisées dans la fabrication des filets de pêche. L’un des marins de Colomb a reçu 12 kg de coton lors d’un troc avec un seul Lucayen de Guanahani (San Salvador). Bien qu’il n’ait jamais vu les Lucayens utiliser du tabac, Colomb a noté qu’ils faisaient le commerce d’un type de feuilles auxquelles ils attribuaient de la valeur. Le Bixa (plante riche en bêta-carotène) fournissait une substance utilisée pour les peintures corporelles rougeâtres et le jagua (Genipa, Mamoncillo ou Quenettier) pour les tatouages noirs.

## Artisanat
Les Lucayens creusaient des pirogues dans des troncs d’arbres, et utilisaient le bois pour fabriquer des lances, des bols et des tabourets destinés aux cérémonies rituelles. Des instruments pour tailler la pierre, des outils tranchants et des grattoirs étaient importés de Cuba ou Haïti. La plus grande partie des poteries étaient de type Palmetto Ware (comprenant du coquillage brûlé réduit en poudre) y compris les poteries rouges d’Abaco et celles des îles Crooked. Elles étaient fabriquées sur place à base d’argile rouge locale mélangée à de la coquille de conque brûlée. Les poteries de type Palmetto Ware n’étaient généralement pas décorées. Il n’existe pas de différences de fabrication qui permettent de dater ou de classer chronologiquement les poteries Palmetto Ware. Certaines poteries à base de sable chauffé à haute température (en général moins d’un pour cent des tessons trouvés sur l’ensemble des Bahamas et environ dix pour cent de ceux trouvés sur les îles Caïcos) étaient importées de Cuba et / ou d’Haïti. Les Lucayens fabriquaient des hameçons à partir d’os ou de coquillages et des pointes de harpons en os. Ils n’utilisaient probablement pas les arcs et les flèches. La première fois que les Espagnols mentionnent avoir vu des Indiens utiliser des arcs et des flèches, c’était dans la baie de Samana, au nord-est d’Hispaniola.

## Premiers contacts entre Espagnols et Lucayens
En 1492, Christophe Colomb quitte l’Espagne avec trois navires, à la recherche d’une route directe vers l’Asie. Le 12 octobre 1492, il atteint une île des Bahamas, événement longtemps considéré comme la « découverte de l’Amérique ». Cette première île explorée par Colomb était appelée Guanahani par les Lucayens et San Salvador par les Espagnols. La localisation exacte de la première escale de Colomb en Amérique reste une question controversée, mais de nombreux spécialistes acceptent l’identification par Samuel E. Morison de ce qu’on appelait à l’époque l’île Watling comme étant la San Salvador de Colomb. Cette île Watling est aujourd’hui officiellement rebaptisée San Salvador. L’hypothèse de Luis Marden, qui voudrait identifier  Guanahani à l’îlot de Samana (au centre de Bahamas), est la principale théorie concurrençant celle de l’île Watling. Colomb a exploré plusieurs autres îles des Bahamas, à la recherche d’or, avant de continuer sa route vers Cuba.
Colomb a passé plusieurs jours à parcourir d’autres îles des environs : Santa Maria de la Conception, Fernandina et Saomete. Les Lucayens de San Salvador avait dit à Colomb qu’il pouvait trouver un « roi » qui avait beaucoup d’or dans le village de Samaot, également orthographié Samoet, Saomete, ou Saometo : les chefs Taïnos et leurs villages portaient souvent les mêmes noms. Keegan suggère que les confusions orthographiques viendraient soit d’une différence de déclinaison du nom selon que celui-ci désigne le chef ou le village, soit simplement des difficultés de Colomb à comprendre le langage lucayen. Colomb a passé trois jours à faire des allers-retours le long de la côte à la recherche de Samaot. À un moment donné, il a essayé d’atteindre Samaot en piquant droit vers l’est, mais les eaux étaient trop peu profondes, et il a eu l’impression que contourner l’île était « très long ». Keegan a conclu que cette description correspond à l’ensemble formé par les îles Acklin et Crooked, pour qu’un bateau du côté ouest puisse voir la côte occidentale des Acklins au-delà de la baie d’Acklins, où se trouvait un village étalé sur environ six kilomètres de côte.
Amerigo Vespucci a passé presque quatre mois dans les Bahamas en 1499-1500. Son carnet de bord de l’époque est vague, peut-être parce qu’il était en train d’empiéter sur les territoires découverts par Colomb (qui restaient à l’époque sous le monopole de celui-ci). Il se peut que d’autres incursions espagnoles non répertoriées aient eu lieu aux Bahamas : naufrages ou captures d’esclaves. Des cartes marines publiées entre 1500 et 1508 semblent montrer des détails des Bahamas, de Cuba, et du continent nord-américain qui n’ont été officiellement connus que bien plus tard. Des produits de l’artisanat européen de cette période ont été retrouvés à San Salvador, sur les îles Caïcos, l’Ile Longue, la petite Exuma, les îles Acklins, Conceptin Island, et l’îlot de Samana. Ce qui ne prouve en rien une présence espagnole sur ces îles, dans la mesure où ces objets ont parfaitement pu être dispersés par le commerce entre les Lucayens eux-mêmes.

## Déportation
Rien dans les Bahamas ne présentait d’intérêt pour les Espagnols, si ce n’est les Lucayens. Colomb en a capturé plusieurs à San Salvador et Santa Maria de la Conception. Deux d’entre eux ont réussi à s’échapper, mais Colomb a ramené les autres en Espagne au retour de son premier voyage. Vespucci a ramené 232 Lucayens comme esclaves en Espagne en 1500. L’exploitation des populations autochtones d’Hispaniola comme main-d’œuvre par les Espagnols a rapidement abouti à une telle réduction de la population que le Gouverneur d’Hispaniola a été amené à se plaindre à la couronne espagnole. En 1509 Ferdinand II d'Aragon a ordonné l’importation d’Indiens à partir des îles voisines pour compenser les pertes d’Hispaniola, et les Espagnols se sont mis à capturer les Lucayens des Bahamas pour les faire travailler à Hispaniola. Dans un premier temps, le prix de vente d’un Lucayen était d’à peine quatre pesos or à Hispaniola, mais lorsqu’on s’est rendu compte que les Lucayens savaient plonger pour pêcher les conques, les prix sont montés à 100 ou 150 pesos or, et les Lucayens ont été envoyés dans l’île de Cubagua comme pêcheurs de perles. En moins de deux ans, le sud des Bahamas s’est trouvé en grande partie dépeuplé. Jusqu’à un total de 40 000 Lucayens avaient peut-être déjà été déportés par les Espagnols avant 1513. Carl O. Sauer parle de l’expédition au cours de laquelle Ponce de Leon aurait  « découvert » la Floride comme d’une simple « recherche d’esclaves au-delà d’îles désertes. ». Quand les Espagnols ont décidé d’évacuer les derniers Lucayens vers Hispaniola en 1520, ils n’ont réussi à en trouver que onze dans toutes les Bahamas. À partir de cette époque, les Bahamas sont restées inhabitées pendant 130 ans.